# Третій дивізіон шотландської футбольної ліги
Третій дивізіон Шотландської футбольної ліги  — четвертий рівень системи футбольних ліг Шотландії та (з 1998 року) третій дивізіон Шотландської футбольної ліги з 1994 по 2013 рік.

## Історія
З 1975 року система футбольних ліг Шотландії складалась з трьох дивізіонів Шотландської футбольної ліги (Прем'єр-дивізіон, Перший дивізіон, Другий дивізіон). Третій дивізіон ШФЛ було створено в 1994 році в ході реформування Шотландської футбольної ліги. Ціллю реформування було збільшення кількості дивізіонів в лізі.
В 1998 році клуби Прем'єр-дивізіону відділились від Шотландської футбольної ліги і заснували Прем'єр-лігу (ШПЛ). Третій дивізіон залишився четвертим рівнем системи футбольних ліг Шотландії, але став третім за ієрархією дивізіоном в ШФЛ. В 2013 році ШПЛ та ШФЛ об'єдналися в Шотландську професійну футбольну лігу і Третій дивізіон в футбольній ієрархії замінився Другою лігою.

## Формат змагання
З 1994 по 2013 рік Третій дивізіон складався з 10 команд. Першість проводилася в 4 кола. Команди отримували 3 очки за перемогу та 1 очко за нічию. В разі поразки бали не нараховувалися. У випадку, коли декілька команд набрали однакову кількість очок враховувалися спочатку різниця забитих і пропущених м'ячів, а потім кількість забитих м'ячів. В кінці кожного сезону клуб з найбільшою кількістю очок оголошувався переможцем першості. Якщо кількість набраних очок у кількох команд була рівною, то різниця м'ячів, а при однаковій різниці, кількість забитих м'ячів визначали переможця. З 1994 по 2005 рік дві перші команди першості напряму потрапляли до Другого дивізіону. З 2005 по 2013 рік тільки переможець першості напряму потрапляв в Другий дивізіон, в той час як місця з 2-го по 4-те, а також 9-те місце Другого дивізіону грали плей-офф. За результатами сезону останні в турнірній таблиці команди не вибували з дивізіону.